# Mildenhall-skatten
Mildenhall-skatten (engelsk Mildenhall Treasure) er et stort depotfund, som består af 34 stykker romersk sølvtøj fra 300-tallet e.Kr. Det består af over 30 genstande: skåle, tallerkner og fade. Det største fad vejer over 8 kg. Både kunstnerisk og vægtmæssigt er det det mest værdifuld romerske fund i Storbritannien. Det blev fundet ved West Row ved Mildenhall i Suffolk i 1942.
Samlingen er udstillet på British Museum i London. En kopi er udstillet på museet i Mildenhall.